# Astrapotherium
Az Astrapotherium (jelentése: „nagy villám szörny”) az emlősök (Mammalia) osztályának Astrapotheria rendjébe, ezen belül az Astrapotheriidae családba tartozó kihalt nem.

## Előfordulása
Az Astrapotherium a késő oligocén és középső miocén korszakok között élt, ott ahol manapság Argentína található. A kövületeit a Santa Cruz-formációban találták meg.
Eme emlősnem egyetlen felfedezett faja, az Astrapotherium magnum.

## Megjelenése
A körülbelül 2,5 méter hosszú és a majdnem 1000 kilogramm testtömegű állat, úgy nézhetett ki, mint egy elefánt és egy tapír keveréke, bár egyikükkel sem állt rokonságban. A végtagjai testéhez képest, eléggé rövidek voltak. Nem a lábujjain, hanem a talpán járt. A hátsó lábai gyengébbek lehettek, mint a mellsők. A négy szemfoga rövid agyarrá alakult át. Az alsó széles metszőfogai, valószínűleg egy felső csontos laphoz dörzsölődtek, mint ahogy az ma a kérődzőknél történik.
A koponyán az orrlyukak, eléggé fent helyezkednek el, ami ormányra, vagy megnyúlt orra utal. Bár az is lehet, hogy felfújhatós orrbőre volt.

## Életmódja
Meglehet, hogy ez az állat részben vízi életmódot folytatott, épp úgy, mint a mai vízilovak. A sekély vizek és mocsarak növényzetével táplálkozhatott.

## Képek

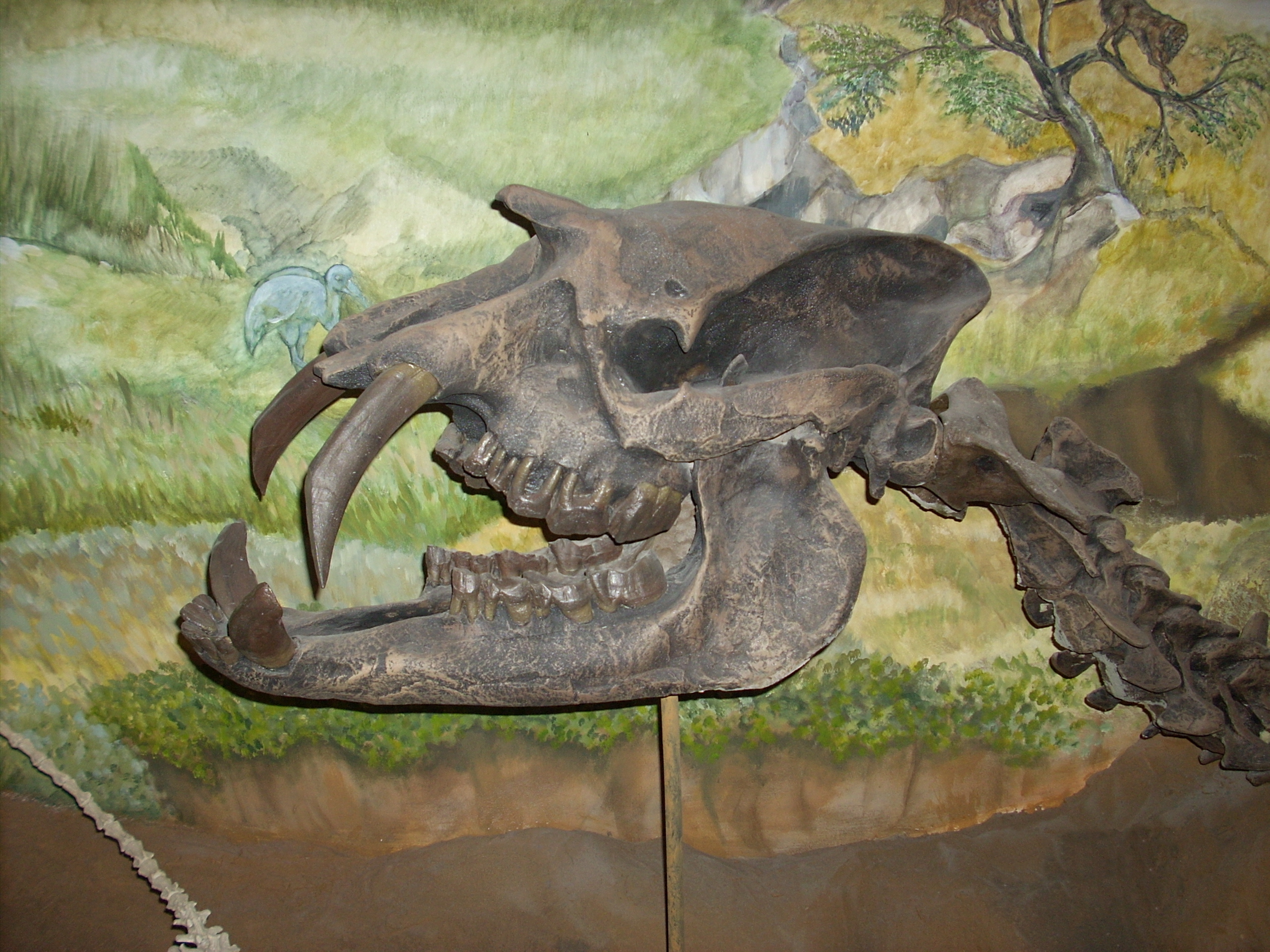
Az állat koponyája
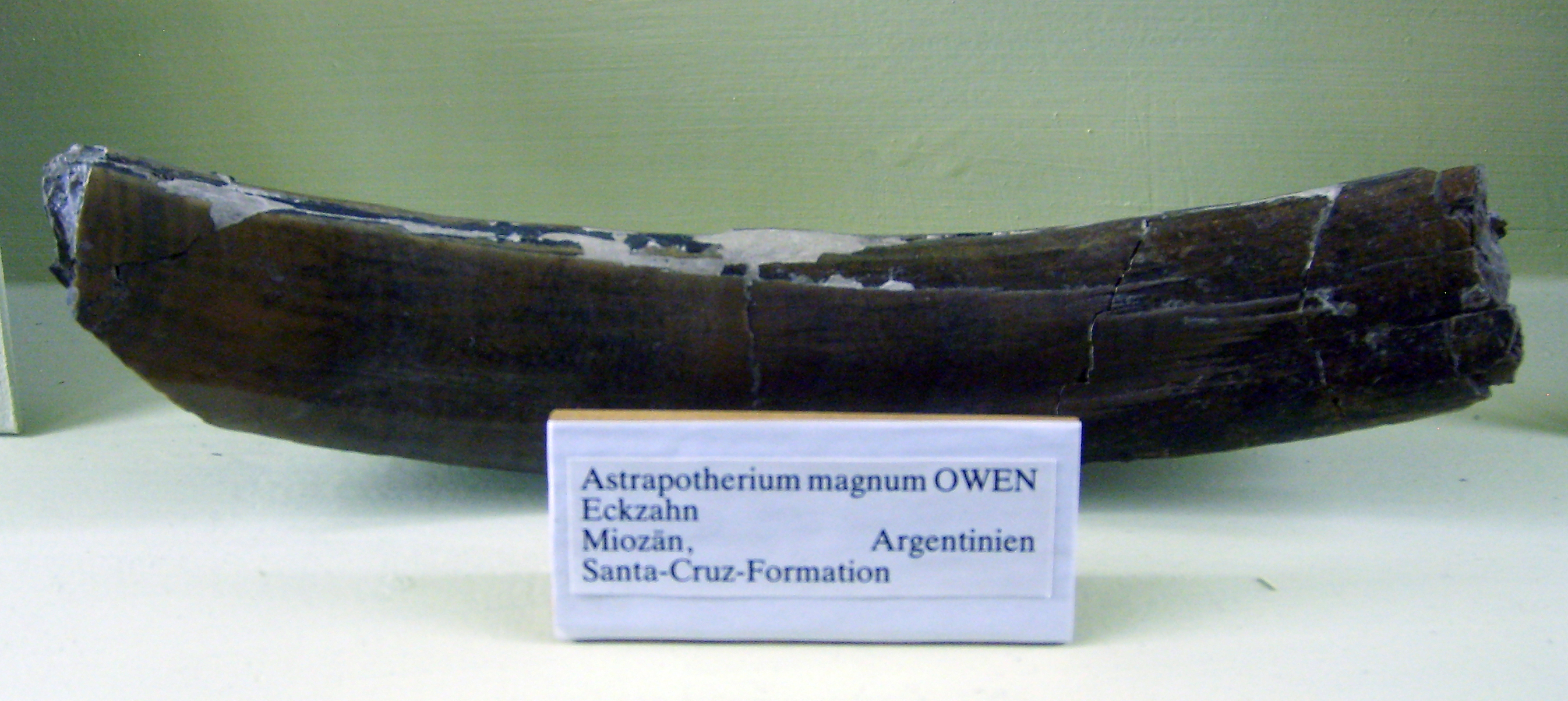
és egyik agyara
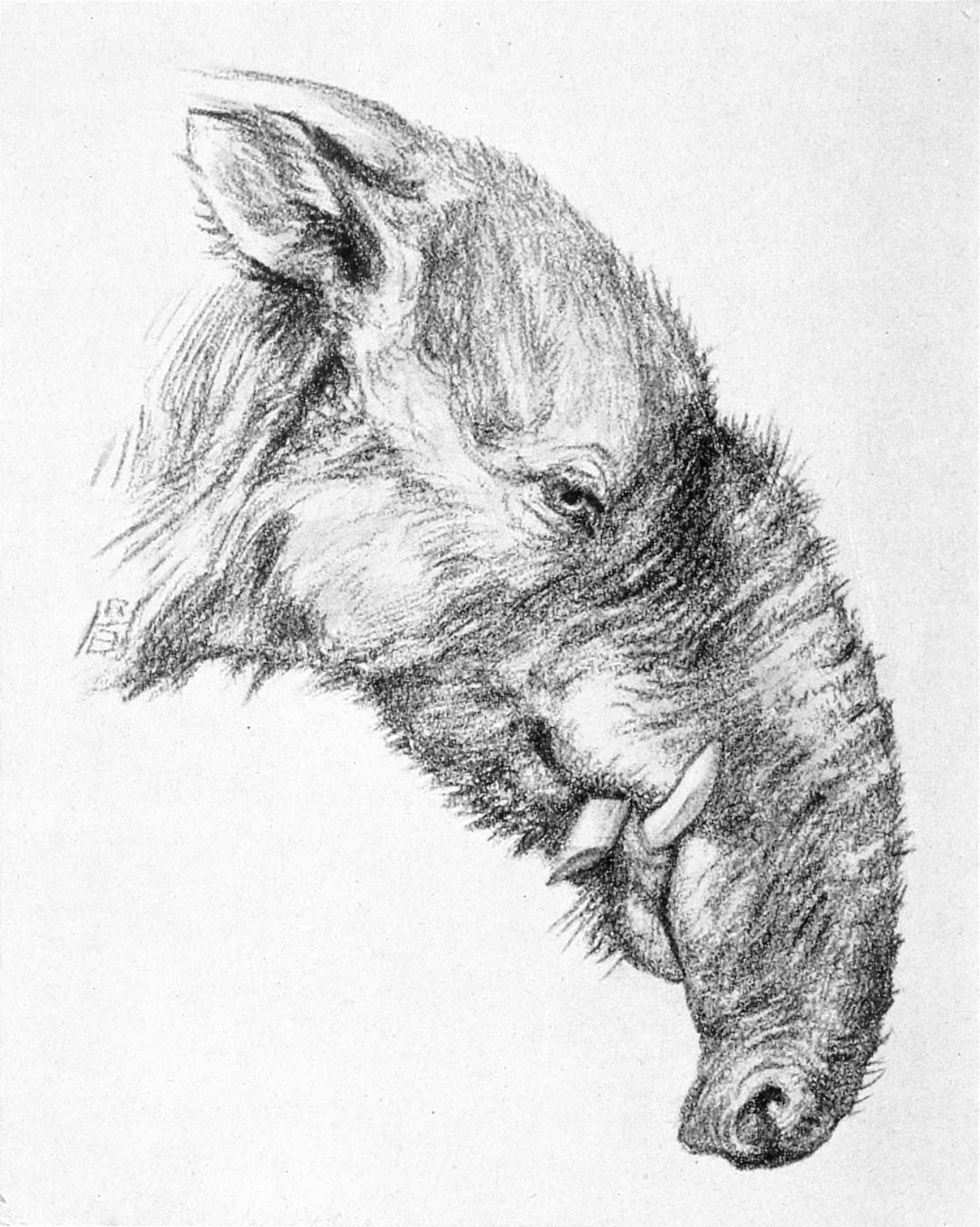
Robert Bruce Horsfall elképzelése az állat fejéről
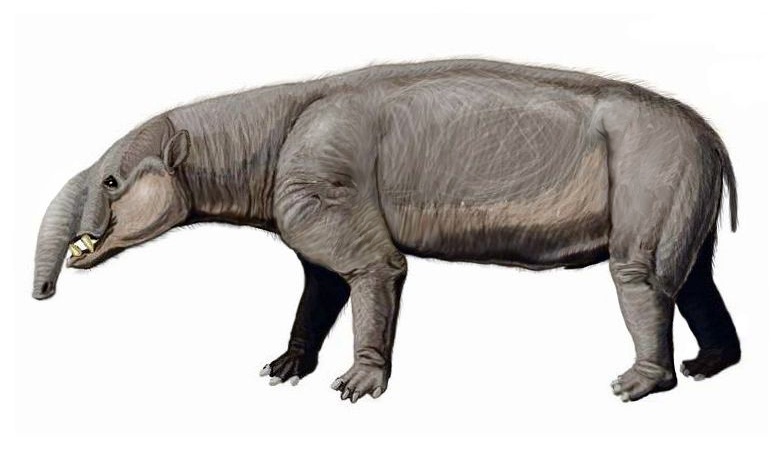
Rekonstrukciója

### Fordítás
- Ez a szócikk részben vagy egészben  az   Astrapotherium című angol Wikipédia-szócikk ezen változatának fordításán alapul.  Az eredeti cikk szerkesztőit annak laptörténete sorolja fel. Ez a jelzés csupán a megfogalmazás eredetét és a szerzői jogokat jelzi, nem szolgál a cikkben szereplő információk forrásmegjelöléseként.